# Фотоперіодизм
Фотоперіоди́зм — фізіологічна реакція організмів на добовий ритм освітлення (співвідношення довжини дня та ночі). Зустрічається у рослин і тварин. Виявляється в коливаннях інтенсивності фізіологічних процесів. Найбільшою мірою фотоперіодизм властивий зеленим рослинам, життєдіяльність яких безпосередньо залежить від світлової енергії Сонця.
Фотоперіодизм відкрито в 1920 р. американськими вченими В. Гарнером і Г. Аллардом на прикладі тютюну.

## У рослин
Фотоперіодизм у рослин проявляється в зміні процесів росту та розвитку. Один з основних проявів цієї реакції — фотоперіодична індукція цвітіння.
За типами ФПР розрізняють такі основні групи рослин (Т. К. Горишина, 1980):
1. Рослини короткого дня, яким для переходу до цвітіння потрібно світла 12 і менше годин на добу (коноплі, тютюн);
2. Рослини довгого дня, для фази цвітіння їм потрібна довжина дня понад 12 годин на добу (картопля, пшениця, шпинат);
3. Рослини проміжного типу, цвітіння в яких наступає при певному діапазоні фотоперіодизму, наприклад гваюла;
4. Рослини фотоперіодично нейтральні, цвітіння в яких відбувається при будь-якій довжині дня (помідор, кульбаба тощо).

Особливо велику роль фотоперіодизм відіграє в географічному поширенні рослин і в регуляції їх сезонного ритму.
Фотоперіодизм вивчали американські фізіологи рослин У. Гарнер, Г. Аллард у 1920—1925 рр. Залежно від реакції рослин на довжину дня, що прискорює зацвітання, вони поділяються на:
- довгоденні (ДДР — рослини довгого дня — злаки, хрестоцвіті, кріп; поширені в основному в помірних та приполярних широтах);
- короткоденні (КДР — рис, соя, коноплі; субтропіки);
- довгокороткоденні (ДКДР) і
- короткодовгоденні (КДДР) — потребують чергування різних фотоперіодів;
- нейтральні (НДР — гречка, горох тощо).

Поділ рослин на дані групи не пов'язаний з конкретною оптимальною довжиною дня, а лише дає уявлення про те, чи прискорюється цвітіння при збільшенні, чи зменшенні тривалості освітлення в кожному фотоперіоді.
Є рослини з якісними й кількісними типами фотоперіодичних реакцій. Інтенсивність освітлення, температура й інші фактори можуть змінювати характер фотоперіодичних проявів рослин.
Для КДР із якісною реакцією основним фактором служить тривалість темнового періоду. Його переривання (хоч на 1 хв.) перешкоджає переходу до цвітіння. Переривання світлового періоду темнотою не впливає на строки цвітіння. ДДР не потребують періоду темноти і зацвітають при безперервному освітленні.
Фотоперіодична дія сприймається головним чином листками, а не апексами пагонів. Максимальну чутливість до фотоперіоду мають листки, які тільки що закінчили ріст. Здійснюється це головним чином завдяки фітохрому. Вважають, що його темнове перетворення може служити способом вимірювання часу по типу піскового годинника. Спалах червоного світла встановлює фазу ендогенного ритму.
Необхідність великої поверхні листків і достатньої інтенсивності світла для переходу до цвітіння у багатьох рослин пояснюється потребою ростучих меристем в асимілятах. У НДР перехід до цвітіння забезпечується віковими змінами. Тут спрацьовує ендогенна регуляція. Дані фактори (температура і фотоперіод) можуть діяти послідовно, як, наприклад, в озимих злаків.
Температурна й фотоперіодична регуляція служать пристосуванням рослин до умов існування, тому що обумовлюють сприятливі строки для переходу до цвітіння. В ході фотоперіодичної індукції в листках утворюється стимулятор цвітіння, який транспортується у вегетативні бруньки пагонів, де включає другу фазу ініціації — евокацію.

## У тварин
У тварин і людини фотоперіодизм виражається головним чином в коливаннях інтенсивності обміну речовин і енергії. У тварин з фотоперіодізмом зв'язані також терміни настання і припинення шлюбного періоду, плодючість, осінні й весняні ліньки, перехід до зимівлі, міграції і ін. За відношенням до світла тварини поділяються на групи залежно від того, який спосіб життя вони ведуть: денні, нічні сутінкові. Вагомий внесок у вивчення фотоперіодизму як регулятора сезонних змін у житті членистоногих зробив ентомолог-полтавчанин О. С. Данилевський.